# 981 Мартина
981 Мартина (енгл. 981 Martina) је астероид главног астероидног појаса са пречником од приближно 28,87 .
Афел астероида је на удаљености од 3,731 астрономских јединица (АЈ) од Сунца, а перихел на 2,459 АЈ. 
Ексцентрицитет орбите износи 0,205, инклинација (нагиб) орбите у односу на раван еклиптике 2,066 степени, а орбитални период износи 1989,290 дана (5,446 година). 
Апсолутна магнитуда астероида је 10,57 а геометријски албедо 0,125.
Астероид је откривен 23. септембра 1917. године.